# Авария Airbus A321neo над Магаданом
Инцидент с Airbus A321neo над Магаданом — авиационное происшествие 2 декабря 2021 года из-за обледенения самолёта авиакомпании «S7 Airlines», выполнявшего рейс 5220 по маршруту Магадан — Новосибирск, закончившийся вынужденной посадкой в аэропорту Иркутска.

## Самолёт
Самолёт Airbus A321-271N (бортовой номер VQ-BGU, серийный — 8620) построен в конце 2018 года. Оснащён двумя турбовентиляторными двигателями Pratt & Whitney PW1000G. 17 декабря самолёт совершил первый полёт, а 24 декабря был передан авиакомпании «S7 Airlines».

### Экипаж
Лётный экипаж состоял из 2 опытных пилотов: КВС Михаил Кулагин и второй пилот О. Балабанов.

## Ход событий
Самолёт выполнял рейс S75220 из Магадана в Новосибирск. На борту находились 202 пассажиров и 7 членов экипажа. Вскоре после взлёта экипаж отметил сильное обледенение самолёта, произошёл отказ приборов указателей скорости и высоты. Самолёт стал крениться и быстро терять высоту: примерно за 10 секунд борт потерял 2 700 метров (~8860 футов) высоты. Самолёт удалось стабилизировать в небе над Якутией, после чего экипаж принял решение совершить посадку в Иркутске.

## Расследование
Расследование обстоятельств и причин авиационного инцидента проводилось силами центрального аппарата Росавиации, председатель комиссии по расследованию — начальник Управления инспекции по безопасности полётов Росавиации Анвар Шайкамалов.
По факту инцидента возбуждено уголовное дело по признакам состава преступления, предусмотренного ч. 1 ст. 238 УК РФ («Оказание услуг, не отвечающих требованиям безопасности»). Экипаж отстранён от полётов на время расследования.
24 декабря 2021 года был опубликован окончательный отчет Росавиации по результатам расследования происшествия.
Причинами аварии были названы:
- С передней части фюзеляжа (около остекления кабины пилотов) не был удалён снег. Его таяние в то время, когда самолёт ещё находился на аэродроме, привело к образованию «барьерного льда», препятствовавшего попаданию воздуха в приёмники полного давления
- Командир воздушного судна слишком сильно отклонял боковую ручку управления. Такое поведение привело к сваливанию самолёта. В то время, когда самолет находился в состоянии сваливания, экипаж прибегал к запрещенному руководством по лётной эксплуатации «двойному управлению». Это усложнило возвращение самолёта в горизонтальный полёт.
- Наземным персоналом были допущены ошибки при проведении противообледенительной обработки:
  - Обработка была проведена в условиях «сильного снегопада». При таких условиях у противообледенительной жидкости нет защитного времени.
  - При обработке крыла и стабилизатора было использовано всего 99 литров жидкости типа IV (при норме для A321neo в 230 литров)
  - При исследовании образцов жидкости было обнаружено, что она не соответствует стандарту вязкости. Недостаточная вязкость жидкости приводит к тому, что раствор хуже удерживается на поверхности самолета и повышает риск обледенения.